# QUCS
A QUCS (Quite Universal Circuit Simulator) egy szabad szoftveres elektronikai áramkör-szimulátor szoftveralkalmazás, amely GPL licenc alatt jelent meg. Lehetőséget kínál egy áramkör grafikus felhasználói felülettel történő szerkesztésére, és az áramkör nagyjelű, kisjelű és zaj viselkedésének szimulálására.

## Története
Eredetileg a Qucs egy "qucs-core" áramkör-szimulátorból (ma Qucsator), valamint egy grafikus felhasználói felületből állt a kapcsolási rajzok beviteléhez és ábrázolásához. A használati mintákat, valamint az RF tervezésre helyezett hangsúlyt a korabeli kereskedelmi eszközök ihlették.
Később más szimulátorok támogatását is hozzáadták, hogy bizonyos mértékig lefedjék a VHDL, Verilog és SPICE motorokat. Ebben a szakaszban mind az eszközök, mind az áramkörök a célzott szimulátorra vagy annak specifikus verzióira vonatkoztak.
Ma a Qucs analóg és digitális áramköri komponensek listáját szállítja, amelyek különféle szimulátorokkal használhatók. A tervek szerint sokkal egyszerűbben használható és kezelhető lesz, mint más áramkör-szimulátorok, mint például a gEDA vagy a PSPICE. A jelenlegi ütemterv célja a vázlatos ábrázolás, az eszközmodellezés és az előnyben részesített szimulátorválasztás szétválasztása az IEEE1364 ipari szabvány koncepcióinak átvételével.

## Felülete
A QUCS felülete a QT grafikus widgetkészletre épül. Egyszerű, áttekinthető, vázlatos megjelenítésre törekszik, mind az áramköri ábrák, mind a diagramok tekintetében. Az elkészült áramkörök, szimulációs diagramok könnyedén exportálhatók képként is, ami alkalmassá teszi, hogy oktatóanyagokhoz, bemutatókhoz készítsünk ábrákat.

## Képességei[2]

### Alap komponensek
- Passzív alkatrészek (Lumped Components): ellenállások, kondenzátorok, tekercsek, kapcsolók, relék, csatolt tekercsek, transzformátorok.
- Források (Sources): áramgenerátorok, feszültséggenerátorok, jelgenerátorok, zajgenerátorok, vezérelhető generátorok.
- Mérőeszközök (Probes): árammérő, feszültségmérő, teljesítménymérő.
- Nem lineáris áramköri elemek (nonlinear components): diódák, tranzisztorok, FET-ek, műveleti erősítők, DIAC, TRIAC, tirisztor, alagútdióda.
- RF komponensek
- Verilog-A devices: Műveleti erősítő, logaritmikus erősítő, potenciométer, fotodióda, fototranzisztor
- Digitális kapuk
- Szimulációk: egyenáramú szimuláció, tranziens szimuláció, váltóáramú szimuláció, digitális szimuláció
- Diagramok: derékszögű koordináta, poláris koordináta, Smith diagram, 3D derékszögű diagram, táblázat, idődiagram, igazságtábla
- Rajzelemek: vonal, nyíl, téglalap, ellipszis, szöveg

### Könyvtárak
Kereskedelemben kapható áramköri elemek paramétereit tartalmazza, típusonként faszerkezetbe tagolva.